# 1688 na literatura

## Nascimentos
| Data       | Nome           | Profissão | Nacionalidade | Observações | Ref |
| ---------- | -------------- | --------- | ------------- | ----------- | --- |
| 21 de Maio | Alexander Pope | poeta     | Inglaterra    | m. 1744     |     |

## Mortes
| Data         | Nome        | Profissão                   | Nacionalidade | Observações | Ref |
| ------------ | ----------- | --------------------------- | ------------- | ----------- | --- |
| 31 de Agosto | John Bunyan | escritor cristão e pregador | Inglaterra    | n. 1628     |     |